# 易桀齊
易桀齊（1974年4月14日—），曾用藝名易齊，馬來西亞流行歌手，曾居住過馬來西亞、新加坡、台北、北京，現在定居台北。現與搭檔伍冠諺從事珠寶設計，工作室名为“FIVEONE™”。

## 專輯
- 《人生旅途 2015》
- 《你並不孤單－全世界第一張3D雲端專輯 2014》
- 《你好嗎！》
- 《"G" Live EP》
- 《有你真好》
- 《一整片天空》
- 《千里之外EP》
- 《第一张创作专辑》

## 創作歌曲
2007之前
- 周華健《好想哭》
- 張學友《玩不起》
- 梁靜茹《如果有一天》、《我還記得》、《半個月亮》、《看海計畫》、《我是愛你的》、《因為還是會》
- 伊能靜《你是我的幸福嗎》
- 刘若英《幸福的路》、《IBelieve》
- 張惠妹《過不去》
- 許茹芸《痞子》
- 動力火車《陌生的夜》
- 辛曉琪《一個人甜蜜》
- 陳曉東《一場雨》、《Good-bye》
- No Name《你最明瞭》
- 張玉華《隨便你》
- 黃嘉千《愛已升天》
- 何耀珊《那些幸福的事》、《他還在等你》
- 鄭中基《Bed Time Story》、《看穿》、《Never Fall In Love Again》
- 文章《愛完結》
- 高慧君《報應》
- 林嘉欣《不管了》

2007 - 2008
- 張學友《好久不見》
- 梁靜茹《Cest La Vie》
- 王心凌《睜開眼》
- 張惠妹《知己》
- 刘若英《熊》
- 郭靜《慢慢紀念》

2009
- 梁靜茹《別再為他流淚》
- 蔡依林《我的依賴》
- 張棟樑《不要再聽他寫的歌了》
- 張智成《可愛可不愛》
- 黃雅莉《相愛的人都等在這地方》
- 曹軒賓《當我不在你身邊》
- 培傑《881寂寞》、《學生歌》

2011年
- 那英《花一開滿就相愛》
- 黃雅莉《前任女友》
- 郭靜《往未來飛的客機》
- 楊丞琳《曬焦的一雙耳朵》
- 品冠《我確定》

2013年
- 楊宗緯《其实都没有》

2016年
- 劉德華 《原諒我》

2017年
- 張信哲 《幾個永遠都不夠》

2018年
- 梁文音 《還好》

## 相關網站
- YOU ARE NOT ALONE （页面存档备份，存于） :: 痞客邦 PIXNET ::
- 易桀齊溫馨小站的Facebook專頁
- 51伍易的Facebook專頁
- 51伍冠諺易桀齊的新浪微博
- YouTube上的51MUSIC頻道
- 易桀齊在香港影庫上的簡介